# Jean Patry
Pour les articles homonymes, voir Patry.
Jean Patry, né le 27 décembre 1996 à Montpellier, est un joueur international français de volley-ball. Il mesure 2,07 m et joue au poste de pointu.
Il est le fils de l'ancien joueur Christophe Patry.

## Biographie
Comme plusieurs volleyeurs internationaux français de sa génération, Jean Patry est le fils d'un ancien joueur Christophe Patry.
Pour la saison 2019-2020, Patry découvre le Championnat italien à Cisterna, qui ne remporte que cinq matches sur vingt, où il tourne à 18,75 points de moyenne, derrière son compatriote et concurrent en équipe nationale Stéphen Boyer (19,2). Il déclare au terme de l'année : « C'était mon objectif quand j'ai quitté le MUC, arriver en Italie en bas pour me faire remarquer et progresser ».
En juillet 2020, Jean Patry quitte Cisterna pour Milan, club du Top 6 italien, où il s'engage jusqu'en 2022. Le Français doit y faire oublier le Néerlandais Nimir Abdel-Aziz, largement meilleur marqueur du Championnat italien les deux années précédentes.
En juillet 2023, Patry s'engage avec le club polonais du Jastrzębski Węgiel pour un an avec une option portant sur une année supplémentaire.

### En équipe nationale
En 2017, Jean Patry débute en équipe de France à la faveur de la retraite internationale surprise d'Antonin Rouzier. Patry, pointu de Montpellier, lutte à distance pour une place de titulaire chez les Bleus avec Stéphen Boyer, né la même année, en 1996, portent le même numéro dans son club de Chaumont, le 9.
En janvier 2020, Jean Patry participe à la victoire au tournoi qualificatif olympique (TQO) pour les JO de Tokyo. En demi-finale, mené deux sets à zéro et 9-10 au milieu du troisième set face à la Slovénie, Patry enchaîne huit services jusqu'à faire passer la France à 16-10 et l'aider à l'emporter (3-2). En finale, ses attaques mettent en difficulté le pays hôte allemand à chaque ballon offert sur les côtés du filet. Il sera ensuite sacré champion olympique avec la France l'année suivante à Tokyo.
En juillet 2022, il participe avec l'Equipe de France à la Ligue des Nations 2022 et remporte le titre à la faveur d'un dernier tie-break de haute volée contre les États-Unis.
Un mois plus tard, il est toujours titulaire pour les Championnats du monde se déroulant en Slovénie (pour le 1er tour) et en Pologne (phases finales). Malheureusement, la France s'incline (26-24, 21-25, 25-23, 22-25, 12-15) face aux champions d'Europe italiens et voit son parcours s'arrêter en quarts de finale après plus de deux heures d’une rencontre très disputée.
En mai et juin 2024, il va remporter avec la France sa deuxième Ligue des Nations à Bologne, après avoir sorti l'Italie en quarts de finale (3-2), la Pologne en demi (3-2) et battu le Japon en finale (3-1).
Aux Jeux Olympiques de Paris 2024, il réalise le rêve le plus fou qu'un sportif puisse rêver : être champion olympique dans son pays. Malgré une deuxième place de son groupe derrière les slovènes, et après avoir été mené 2 sets à 0 en quarts de finale contre l'Allemagne, l'Equipe de France hausse drastiquement son niveau de jeu et remportera 9 sets d'affilée jusqu'au titre suprême. Ils ont disposé de l'Italie en demi-finale (3-0) et de la Pologne en finale (3-0). Jean est élu meilleur pointu de la compétition.

## Palmarès

### En sélection nationale
- Jeux olympiques (2)
  -  : 2020
  -  : 2024
- Ligue mondiale (1)
  -  : 2017.
- Ligue des nations
  -  : 2018
  -  : 2022
  -  : 2024
- Mémorial Hubert Wagner
  -  : 2017.
  -  : 2018.
- Championnat d'Europe U21
  -  : 2014.

### En club
. Coupe de France M21 
Champion 2016 (mhsc vb) 
- Ligue des champions :
- Finaliste : 2024.

- Challenge Cup :
- Finaliste : 2021.

- Championnat de Pologne :
- Champion : 2024.

### Distinctions individuelles
- 2018 : Mémorial Hubert Wagner — Meilleur attaquant
- 2020 : TQO européen (Berlin, Allemagne) — MVP
- 2020 : TQO européen (Berlin, Allemagne) — Meilleur pointu
- 2024 : Ligue des Nations (Łódź, Pologne) — Meilleur pointu[9]
- 2024 : Jeux Olympiques 2024 (Paris) — Meilleur pointu

## Décorations
- Chevalier de la Légion d'honneur (2021)[10]
- Officier de l'ordre national du Mérite (2024)[11]